# Кам'янська сільська рада (Барашівський район)
Кам'янська сільська рада (до 1946 року — Баскаківська сільська рада) — колишня адміністративно-територіальна одиниця та орган місцевого самоврядування в Барашівському районі Коростенської й Волинської округ, Київської та Житомирської областей Української РСР з адміністративним центром у селі Кам'янка.

## Населені пункти
Сільській раді на час ліквідації були підпорядковані населені пункти:
- с. Кам'янка

## Населення
Кількість населення ради, станом на 1923 рік, становила 1 165 осіб, кількість дворів — 209.

## Історія та адміністративний устрій
Створена 1923 року, як Баскаківська сільська рада, в с. Баскаки Барашівської волості Коростенського повіту Волинської губернії. 7 березня 1923 року увійшла до складу новоствореного Барашівського району Коростенської округи.
7 червня 1946 року, відповідно до указу Президії Верховної ради Української РСР «Про збереження історичних найменувань та уточнення і впорядкування існуючих назв сільрад і населених пунктів Житомирської області», сільську раду перейменовано на Кам'янську, внаслідок перейменування центру ради на с. Кам'янка.
Станом на 1 вересня 1946 року сільська рада входила до складу Барашівського району Житомирської області, на обліку в раді перебувало с. Кам'янка.
Ліквідована 11 серпня 1954 року, відповідно до указу Президії Верховної ради Української РСР «Про укрупнення сільських рад по Житомирській області», територію та с. Кам'янка приєднано до складу Білківської сільської ради Барашівського району Житомирської області.